# Chasing the Dragon
«Chasing the Dragon» es el segundo sencillo del álbum de estudio The Divine Conspiracy, tercer álbum de estudio de la banda neerlandesa de metal sinfónico Epica, lanzado en el año 2008.
Esta canción trata sobre las adicción a las drogas.
Este sencillo fue lanzado en su versión normal y en una edición especial de vinillo, tales ediciones incluyen la canción "Replica", cover de la banda de metal industrial y death metal Fear Factory.

## Canciones
1. Chasing The Dragon (Edit Version) - 3:50
2. Replica (Fear Factory Cover) - 04:10

- Datos: Q2702893